# Lobocleta minuscula
Lobocleta minuscula är en fjärilsart som beskrevs av Thierry-mieg 1892. Lobocleta minuscula ingår i släktet Lobocleta och familjen mätare. Inga underarter finns listade i Catalogue of Life.